# Île Kruzof
L'île Krusof se trouve dans le Sud-Est de l'Alaska (États-Unis), sur lequel est situé le volcan endormi d'Edgecumbe.